# 阿尔迪德
阿尔迪德（法語：Aldudes，法語發音：[aldyd]）是法国大西洋比利牛斯省的一个市镇，属于巴约讷区。

## 地理
阿尔迪德（43°5'46"N, 1°25'33"W）面积23.27 平方千米，位于法国新阿基坦大区大西洋比利牛斯省，该省份为法国东南部省份，涵盖了贝阿恩与北巴斯克，西临大西洋比斯開灣，北至朗德省，东北接热尔省，东临上比利牛斯省，南与西班牙接壤。
与阿尔迪德接壤的市镇（或旧市镇、城区）包括：邦卡、于尔佩勒、巴斯坦。
阿尔迪德的时区为UTC+01:00、UTC+02:00（夏令时）。

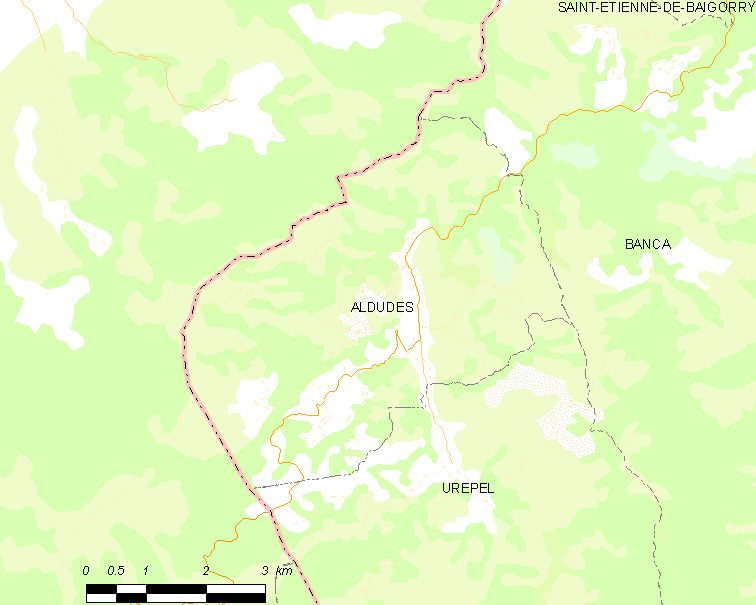
阿尔迪德的OSM定位图

## 行政
阿尔迪德的邮政编码为64430，INSEE市镇编码为64016。

## 政治
阿尔迪德所属的省级选区为巴斯克山地县。

## 人口

1962-2008年间阿尔迪德人口变化图示

阿尔迪德于2022年1月1日时的人口数量为327人。